# Momo (departament)
Departament Momo – departament w Regionie Północno-Zachodnim w Kamerunie ze stolicą w Mbengwi. Na powierzchni 1 792 km² żyje około 213,4 tys. mieszkańców.